# IC 1853
IC 1853 ist eine lichtschwache Spiralgalaxie vom Hubble-Typ Sb im Sternbild Eridanus am Südsternhimmel. Sie ist rund 183 Millionen Lichtjahre von der Milchstraße entfernt und hat einen Durchmesser von etwa 55.000 Lichtjahren. Wahrscheinlich bildet sie gemeinsam mit NGC 1103 ein gravitativ gebundenes Galaxienpaar.

Im selben Himmelsareal befindet sich weiterhin u. a. die Galaxie NGC 1120.
Das Objekt wurde am 23. Januar 1900 von Herbert Howe entdeckt.